# エンテロガストロン
エンテロガストロン（英:enterogastrone）とは小腸上部粘膜から抽出される胃液分泌抑制作用、胃運動抑制作用を有する生理活性物質の総称。コレシストキニンや胃抑制性ペプチドを含む場合もある。1930年、北京協和医科大学の生理学教授であったRobert K.S. Limと、ロックフェラー財団のフェローとして研究に参加した小坂隆雄によって命名された。